# Simon Lapointe
Simon Lapointe (* 18. August 1993 in Gatineau) ist ein ehemaligerkanadischer Skilangläufer.

## Werdegang
Sein internationales Debüt gab Lapointe im Rahmen des Skilanglauf-Nor-Am-Cup im Januar 2011 in Thunder Bay. Im Winter 2013/14 gelang ihm im NorAm Cup mit Gesamtrang 30 sein bis dahin bestes Resultat. Dabei erreichte er in Vernon mit dem sechsten Rang im Sprint seine erste Top-Zehn-Platzierung in dieser Rennserie. Im Februar 2014 kam er auch erstmals im Skilanglauf-Scandinavian-Cup zum Einsatz, verpasste aber vor allem auf Grund der starken Europäer vordere Platzierungen deutlich. Im März 2016 startete Lapointe erstmals im Rahmen des Weltcup-Finales 2016 bei Etappenrennen im Skilanglauf-Weltcup. Ein Jahr später startete er bei der Generalprobe zu den Olympischen Winterspielen 2018 in Pyeongchang erstmals in einem Sprint-Weltcup. Als 27. sammelte er dabei seine einzigen Weltcup-Punkte, mit denen er am Ende Rang 159 der Gesamtwertung erreichte. Noch vor Saisonende gab er in Zwiesel auch sein Debüt im Skilanglauf-Alpencup, blieb jedoch ohne Punkterfolg.
Lapointe studiert Biologie an der Hochschule Cégep Garneau in Québec.

## Platzierungen im Weltcup

### Weltcup-Statistik
Die Tabelle zeigt die erreichten Platzierungen im Einzelnen.
- 1.–3. Platz: Anzahl der Podiumsplatzierungen
- Top 10: Anzahl der Platzierungen unter den ersten zehn
- Punkteränge: Anzahl der Platzierungen innerhalb der Punkteränge
- Starts: Anzahl gelaufener Rennen in der jeweiligen Disziplin
- Hinweis: Bei den Distanzrennen erfolgt die Einordnung gemäß FIS.

| Platzierung         | Distanzrennen a | Distanzrennen a | Distanzrennen a | Distanzrennen a | Distanzrennen a | Skiathlon Verfolgung | Sprint | Etappen- rennen b | Gesamt | Team   | Team    |
| Platzierung         | ≤ 5 km          | ≤ 10 km         | ≤ 15 km         | ≤ 30 km         | > 30 km         | Skiathlon Verfolgung | Sprint | Etappen- rennen b | Gesamt | Sprint | Staffel |
| ------------------- | --------------- | --------------- | --------------- | --------------- | --------------- | -------------------- | ------ | ----------------- | ------ | ------ | ------- |
| 1. Platz            |                 |                 |                 |                 |                 |                      |        |                   |        |        |         |
| 2. Platz            |                 |                 |                 |                 |                 |                      |        |                   |        |        |         |
| 3. Platz            |                 |                 |                 |                 |                 |                      |        |                   |        |        |         |
| Top 10              |                 |                 |                 |                 |                 |                      |        |                   |        |        |         |
| Punkteränge         |                 |                 |                 |                 |                 |                      | 1      |                   | 1      |        |         |
| Starts              |                 |                 |                 | 1               |                 | 1                    | 5      | 1                 | 8      |        |         |
| Stand: Karriereende |                 |                 |                 |                 |                 |                      |        |                   |        |        |         |

### Weltcup-Gesamtplatzierungen
| Saison  | Gesamt | Gesamt | Distanz | Distanz | Sprint | Sprint |
| Saison  | Punkte | Platz  | Punkte  | Platz   | Punkte | Platz  |
| ------- | ------ | ------ | ------- | ------- | ------ | ------ |
| 2016/17 | 4      | 159.   | -       | -       | 4      | 89.    |